# 롯코산

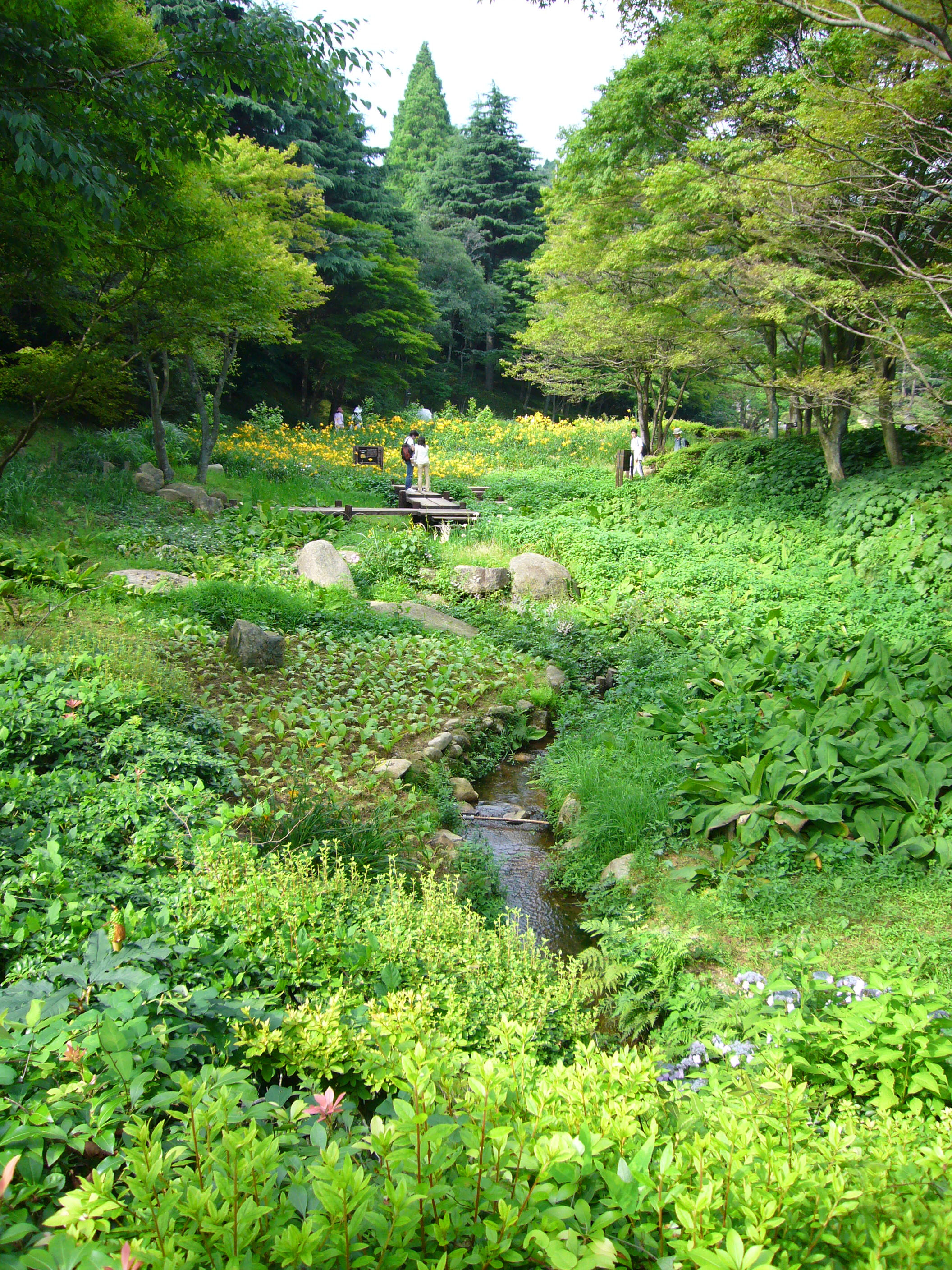
롯코 고산 식물원 전경.

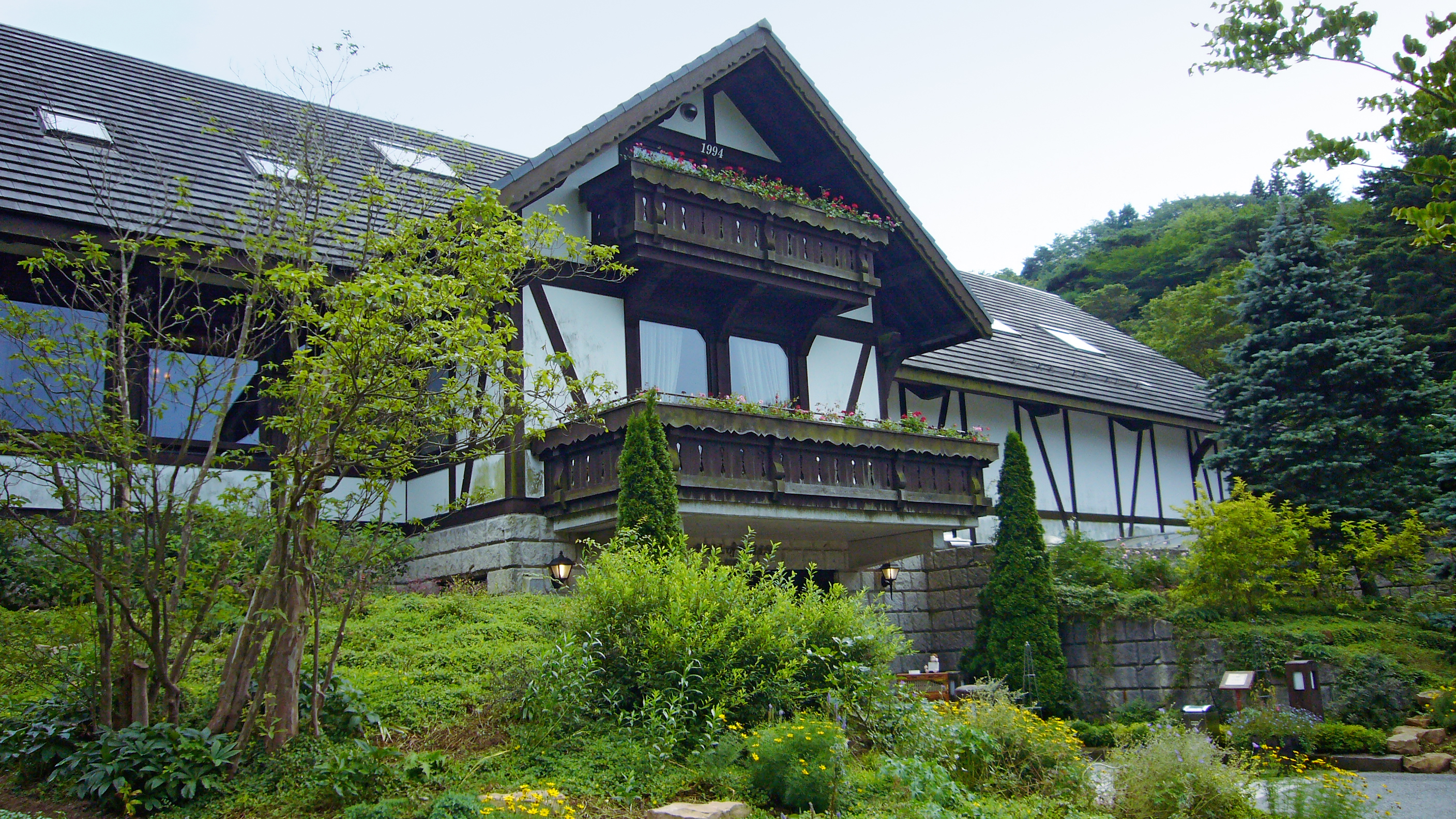
롯코 올콜 뮤지엄 전경.

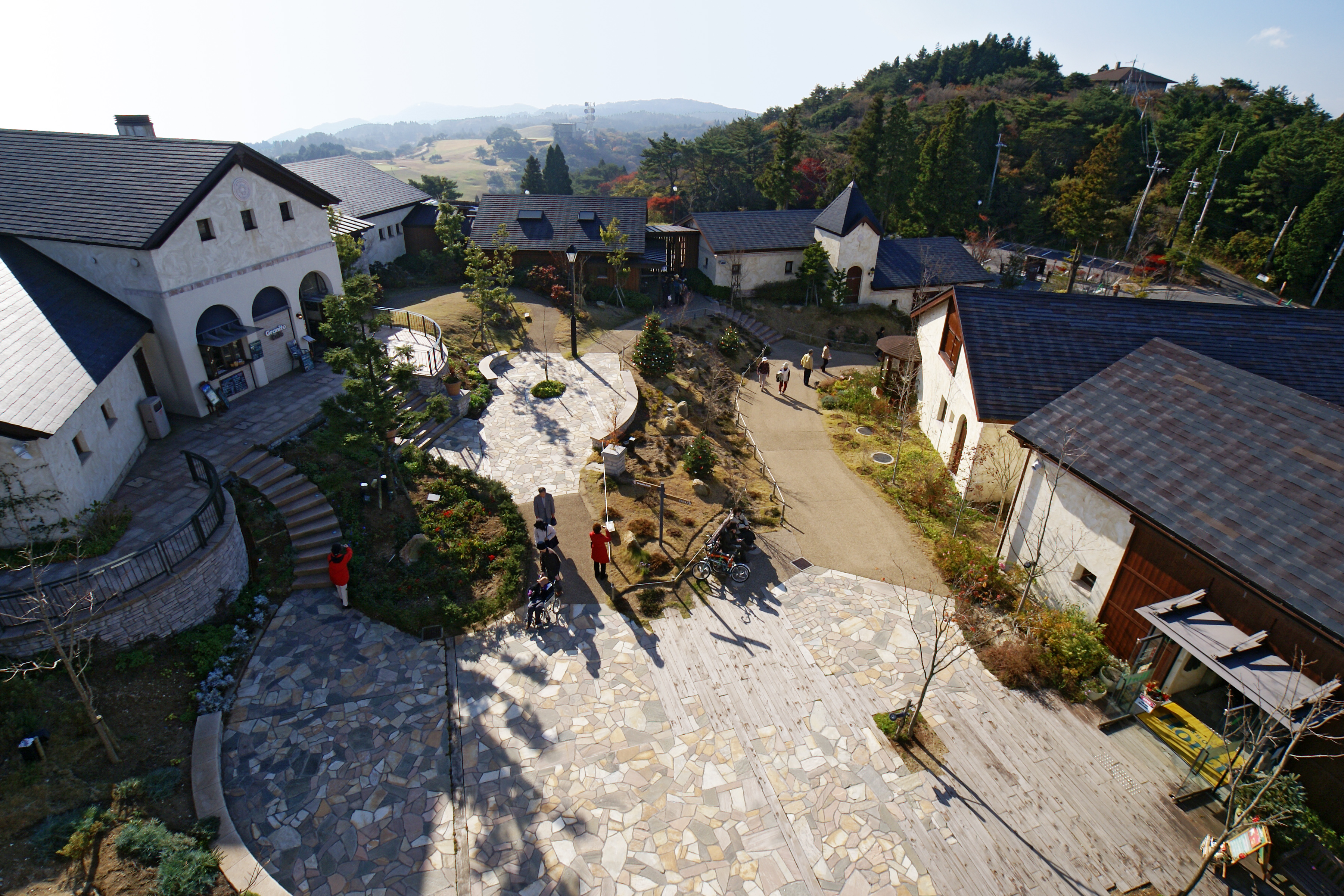
롯코 가든 테라스 전경.

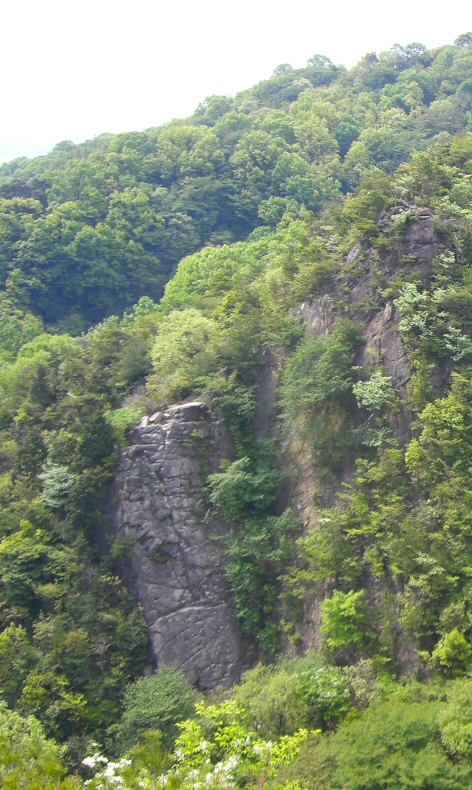
아시야 록 가든 주변 배경.

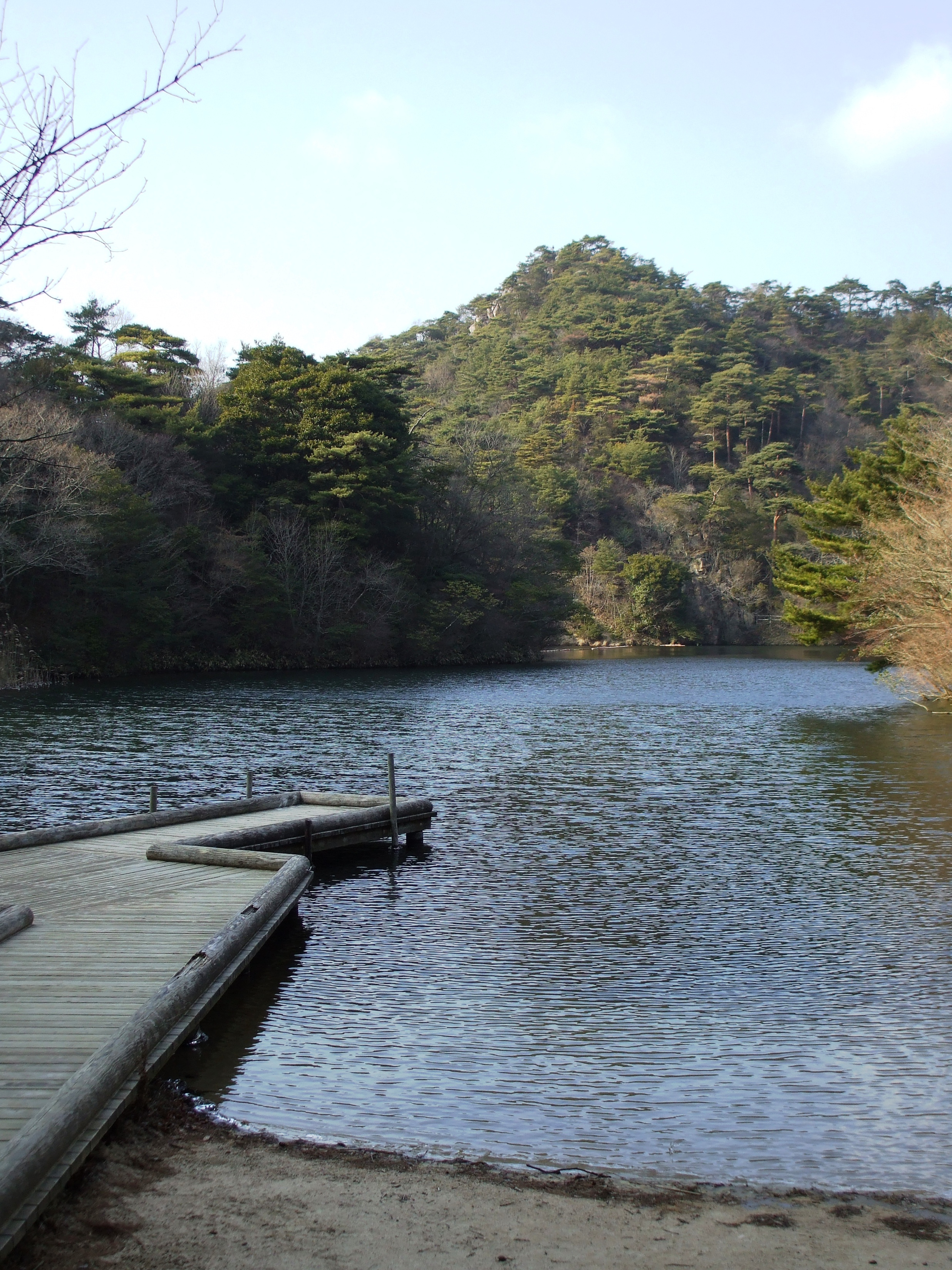
호다카호 전경.

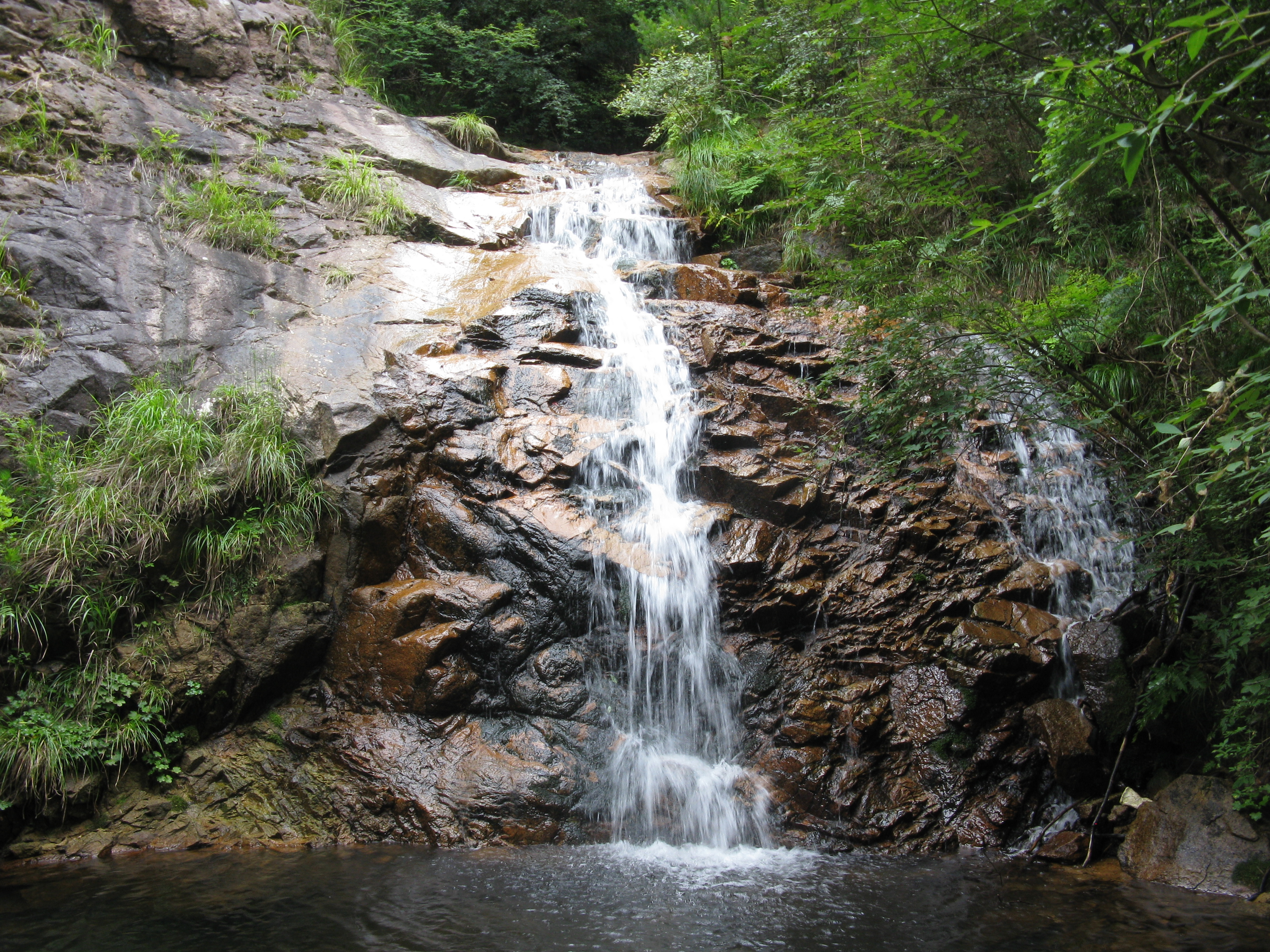
롯코산 자락에서 흘러나오는 계곡을 통해 하천으로 내려보내는 물줄기의 모습.

롯코산(일본어: 六甲山)은 일본 효고현 동남부에 자리잡고 있는 산이다. 그러나 이 산의 높이는 해발 931.6 m로 구성되어 있으며, 이 일대가 세토나이카이 국립공원의 구역으로 지정되어 있다. 그 외에도 신일본 백명산, 일본 삼백명산 그리고 후루사토 효고 50산 등의 하나이기도 하다. 한국으로 치면 영남 알프스와 유사한 성격이 짙은 것으로 보인다.

## 역사
아더 헤스게스 그룸이 1903년 일본에서 처음 선보였던 골프장인 고베 골프 클럽을 롯코산에서 최초로 개최되었던 것이 효시이다. 또한 1924년 일본에서 최초로 암벽등반클럽을 발족시킨 후지키 구조에 의해 일본인에게 암벽 등반을 가장 먼저 소개한 산이기도 하다.

## 주요 명소
- 누노비키 허브원
- 롯코 고산 식물원(일본어판)
- 누노비키 폭포

## 교통편
- 롯코산 관광 롯코 케이블 선(일본어판) 롯코산조 역(일본어판)
- 한큐 버스 기넨히다이 정류장에서 정차, 승하차 가능
- 마야 케이블카(영어판) 호시노 역(일본어판)

## 같이 보기
- 롯코 아일랜드